# Montréal, Yonne

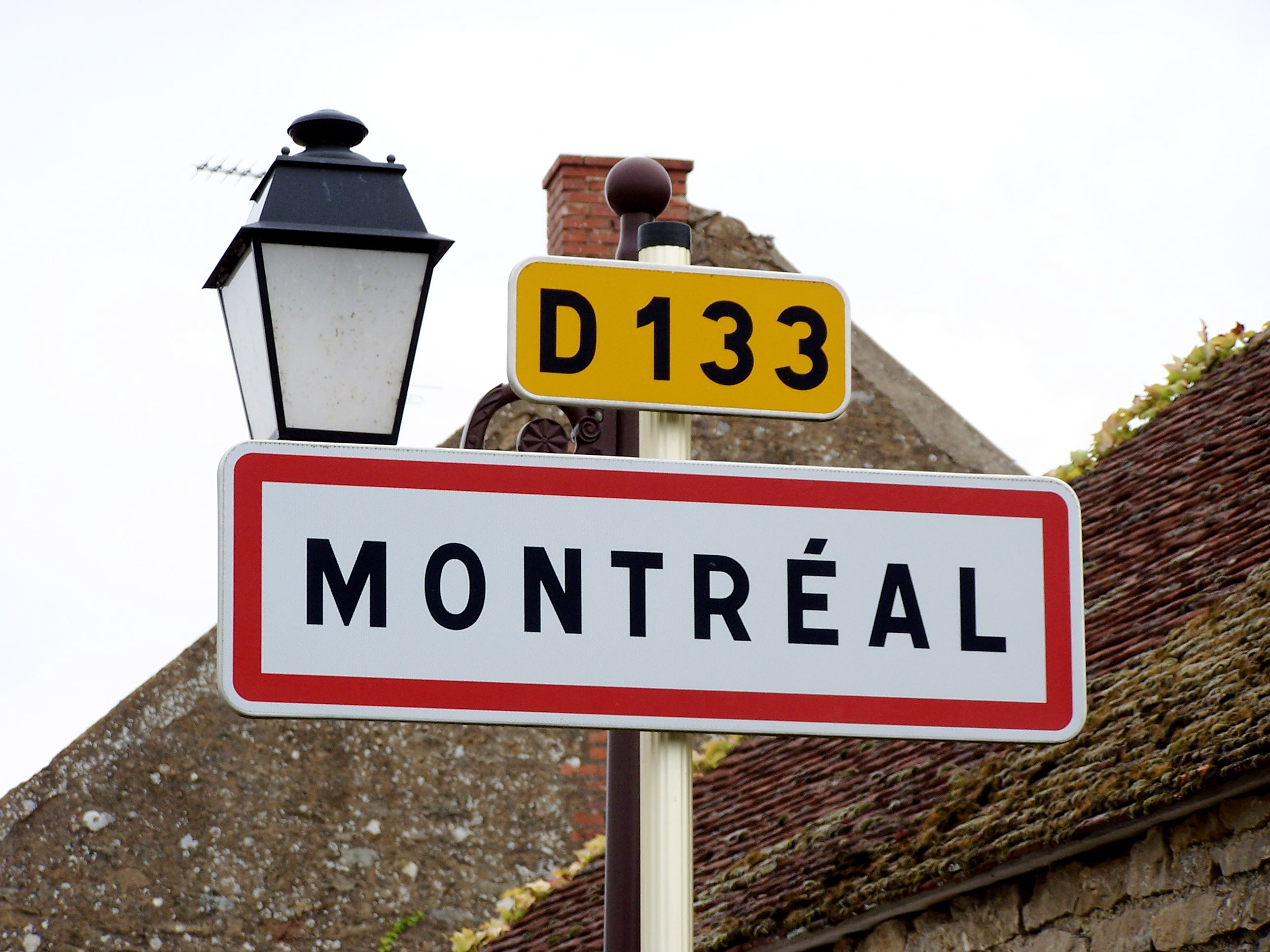
Pa nô của xã.

Montréal là một xã của Pháp,tọa lạc ở tỉnh Yonne trong vùng Bourgogne-Franche-Comté.
Montréal nằm ở đỉnh của ngọn đồi chìa ra tả ngạn sông Serein, cách Avallon khoảng 10 km về phía đông.

## Hành chính
| Danh sách các thị trưởng               |           |                |      |         |
| Giai đoạn                              | Giai đoạn | Tên            | Đảng | Tư cách |
| tháng 3 năm 2001                       | 2008      | Gilbert Cassin |      |         |
| mars 2008                              |           | Gilbert Cassin |      |         |
| Tất cả các dữ liệu trước đây không rõ. |           |                |      |         |

## Thông tin nhân khẩu
| 1793 | 1800 | 1806 | 1821 | 1831 | 1836 | 1841 | 1846 | 1851 |
| ---- | ---- | ---- | ---- | ---- | ---- | ---- | ---- | ---- |
| 592  | 857  | 633  | 647  | 597  | 613  | 620  | 608  | 597  |

| 1856 | 1861 | 1866 | 1872 | 1876 | 1881 | 1886 | 1891 | 1896 |
| ---- | ---- | ---- | ---- | ---- | ---- | ---- | ---- | ---- |
| 554  | 550  | 511  | 540  | 515  | 526  | 532  | 535  | 515  |

| 1901 | 1906 | 1911 | 1921 | 1926 | 1931 | 1936 | 1946 | 1954 |
| ---- | ---- | ---- | ---- | ---- | ---- | ---- | ---- | ---- |
| 502  | 470  | 417  | 312  | 292  | 287  | 288  | 253  | 245  |

| 1962                                         | 1968 | 1975 | 1982 | 1990 | 1999 | 2007 | - | - |
| -------------------------------------------- | ---- | ---- | ---- | ---- | ---- | ---- | - | - |
| 237                                          | 265  | 216  | 191  | 173  | 181  | 197  | - | - |
| Số liệu kể từ 1962 : dân số không tính trùng |      |      |      |      |      |      |   |   |